# Vierfarbige Spielkarten
Vierfarbige Spielkarten (englisch Four-color deck) sind Spielkarten, die nicht die gewohnten der französischen Farben für die Kartensymbole, also Rot für Herz und Karo, und Schwarz für Pik und Kreuz, verwenden, sondern für jedes dieser Symbole auch real unterschiedliche Farben verwenden.

## Skat

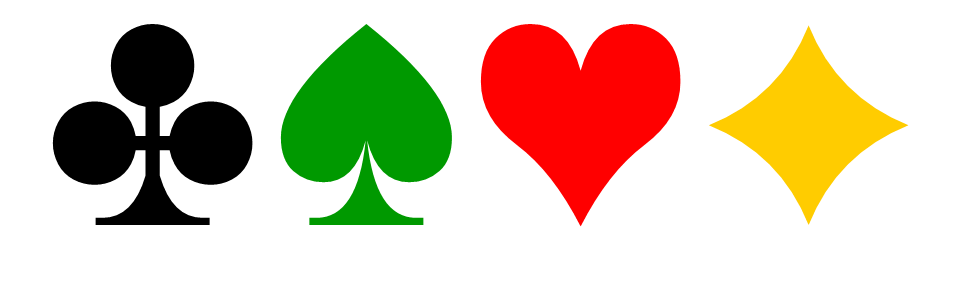
Vierfarbige Spielkarten beim Skat

Das offizielle Skat-Turnierblatt des Deutschen Skatverbandes verwendet seit 1994 die Farben Schwarz, Grün, Rot und Gelborange für Kreuz, Pik, Herz und Karo, um die Charakteristika der vorher in den Teilen Deutschlands verwendeten deutschen und französischen Blätter zu vereinigen.

## Poker

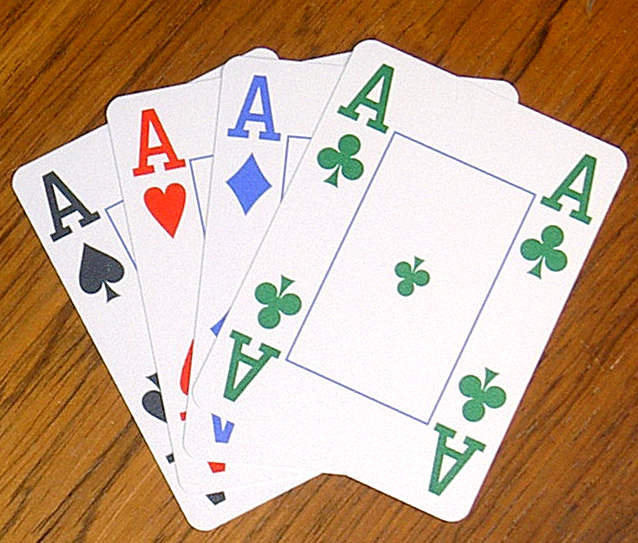
Die Asse eines vierfarbigen Pokerdecks

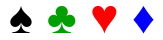
Vierfarbige Spielkarten beim Poker

Vierfarbige Kartenspiele für Poker, bei denen Kreuz grün und Karo blau dargestellt wird, wurden vom professionellen Pokerspieler Mike Caro erdacht und propagiert. Der Grundgedanke ist, die vier Farben besser unterscheiden zu können. Es passiert zum Beispiel vor allem bei Onlinespielen leicht, dass man beim Spielen an mehreren Tischen irrtümlich einen Flush erkennt, obwohl sich die Symbole unterscheiden. Im Offline-Spiel erleichtert es die Farberkennung auf sehr großen Tischen. Ob es Personen mit einer Rot-Grün-Sehschwäche hilft, ist nicht klar.
Beim Online-Spiel werden oft vierfarbige Blätter angeboten. Offline wird es weniger verwendet. Da viele Spieler sich schwer umgewöhnen oder aus Tradition die klassischen Farben bevorzugen, werden solche Spiele nicht in großer Zahl hergestellt.

## Samschtig-Jass
Auch in der Sendung Samschtig-Jass im Schweizer Fernsehen werden Karten in der Farbgebung schwarz/grün/rot/blau verwendet.